# 井川大作
井川 大作（いかわ だいさく、1971年3月2日 - ）は、岡山県出身のボートレーサー。

## 来歴
65期の同期には寺田千恵・柏野幸二・大賀広幸がおり、黒明良光が立ち上げた岡山支部所属の選手によるプロペラ研究グループである「イーグル会」に所属。
1996年には総理大臣杯競走で同じ「イーグル会」の小畑実成と共に優出し、初出場初優出で中道善博の2着という快挙を見せ、2連単は1510円もついた。
1997年7月31日の児島GIII企業杯「ナカシマプロペラカップ」で原由樹夫・林通に次ぐ3着に入り、2002年3月31日の常滑GIII企業杯「INAX杯争奪 第14回とこなめ大賞」では2号艇2コースから差しで吉田徳夫・山崎智也・鳥飼眞を抑えて優勝。
2017年9月11日には平和島一般戦「スカパー!・第17回JLC杯」で2コースから0.14のスタートタイミングで差しを決め、坂口周を抑えて優勝 。
2020年10月24日の福岡一般戦「第8回カメリアライン杯」5日目9Rで1コースから逃げで快勝し、通算1,500勝を達成 。